# فهرست پناهندگان ایرانی
فهرست زیر شامل ایرانیانی می‌شود که در برهه‌های مختلف تاریخی به دلایل مختلف به کشورهای خارج پناهنده شدند.

## مقامات حکومتی
- محمدرضا پهلوی آخرین پادشاه ایران که به مصر پناهنده شد.[۱]
- شاپور بختیار آخرین نخست وزیر ایران که پس از انقلاب ایران به فرانسه پناهنده شد.[۲]
- ابوالحسن بنی صدر اولین رئیس جمهور ایران که به فرانسه پناهنده شد.[۳]

## هنرمندان
- معصومه محمودی بازیگر ایرانی که به سوئد پناهنده شد.[۴]
- مسلم منصوری :فیلمساز و نویسنده که به کانادا پناهنده شد.[۵]
- نرگس کلهر فیلمساز و دختر مهدی کلهر مشاور محمود احمدی‌نژاد رئیس جمهور ایران که به آلمان پناهنده شد[۶]

1. محبوبه‌بیات بازیگر پیشکسوت :فرانسه https://fa.m.wikipedia.org/wiki/%D9%85%D8%AD%D8%A8%D9%88%D8%A8%D9%87_%D8%A8%DB%8C%D8%A7%D8%AA

## نویسندگان
- ‌ بهروز بوچانی[۷]

## خبرنگاران ورزشی
- مهدی رستم‌پور مجری ورزشی در صدا وسیمای ایران[۸]
- محمد شادابی خبرنگار ورزشی ایسنا به ایتالیا پناهنده شد.[۹]
- مزدک میرزایی

## ورزشکاران
- مهدی جعفر قلی زاده   قهرمان آسیا و جهان در کاراته [۱۰]

- وحید سرلک  قهرمان آسیا و نفر پنجم  جهان در جودو [۱۱]
- امید احمدی‌صفا  بوکسور سبک‌وزن تیم ملی کیک‌‌بوکسینگ ایران[۱۲]
- علیرضا پیری و امیر غلام‌زادگان دو ملی‌پوش پرورش اندام[۱۳][۱۴]
- امیر اسدالله‌زاده عضو تیم ملی پاورلیفتینگ [۱۵]
- شقایق باپیری ملی‌پوش هندبال زنان ایران[۱۶]
- یکتا جمالی، ملی‌پوش وزنه‌برداری دختران جوانان ایران[۱۷]
- میعاد نصرتی قهرمان دانشجویان و جوانان کشور در تیم پناهندگان فدراسیون جهانی، در پی انتشار خبر پناهندگی او، مقامات ایران واکنش‌های متفاوتی نشان دادند.
- سید ستار صید  اسکی‌باز پر افتخار‌ این ورزش در ایران به نروژ پناهنده شد. وی در بازیهای آسیایی سال ۲۰۱۱ مدال برنز برای ایران کسب کرده بود.[۱۸]
- سعید منتظر پرچی عضو تیم ملی ورزش بیماران خاص و پیوند اعضای ایران در استرالیا اعلام پناهندگی کرد. وی برای شرکت در مسابقات جام جهانی بیماران خاص و پیوند اعضا به استرالیا سفر کرده بود. او با تیم ملی ورزش بیماران خاص و پیوند اعضای ایران ۲۷ فروردین‌ماه وارد استرالیا شد و در پنج رشته ورزشی مختلف، پنج مدال کسب کرد.[۱۹]
- عرفان ناظمی ملی‌پوش تکواندوی ایران در ۸ اردیبهشت ۱۴۰۲ به کانادا مهاجرت کرد و قصد دارد در این کشور دوران قهرمانی خود را دنبال کند.[۲۰][۲۱]
- در اردیبهشت ۱۴۰۱ پریسا جهانفکریان عضو تیم ملی وزنه‌برداری زنان ایران به آلمان مهاجرت کرد و پناهنده شد. وی بیش از پنج سال است در رشته وزنه‌برداری به طور حرفه‌ای فعالیت می‌کند، حدود سه سال عضو تیم ملی ایران بود. با اینکه او در وزنه‌برداری ایران سهمیه المپیک را به عنوان نخستین زن در ایران به‌دست آورده بود، ولی به‌دلیل واکنش کمیته انضباطی به اعتراض او این شانس را از دست داد.[۲۲]
- متین بالسینی شناگر تیم ملی ایران در اواخر اردیبهشت ۱۴۰۱ به بریتانیا پناهنده شد. وی رکورددار ماده ۲۰۰ متر پروانه ایران بود و توانسته بود هشت بار رکورد ۲۰۰ متر پروانه ایران را در استخر مسافت کوتاه و بلند بشکند.[۲۳]
- در بهمن ۱۴۰۱ محمد نامجو مطلق کشتی‌گیر تیم ملی جوانان ایران از کشور آلمان درخواست پناهندگی کرد.[۲۴]
- فرزاد رستمی کاراته‌کار تیم ملی ایران وزن ۷۵ کیلوگرم در بهمن ۱۴۰۱ به سوئیس پناهنده شد. وی در مسابقات کاراته وان پاریس حضور پیدا کرده بود.[۲۵]
- راحله آسمانی تکواندوکار ایران در سال ۲۰۱۲ در ۲۳ سالگی به بلژیک مهاجرت کرده و پناهنده شد و با تیم ملی تکواندو بلژیک در مسابقات گرند پری تایوان صاحب مدال نقره شد. از سال ۲۰۱۳ تاکنون یک طلا، دو نقره و سه برنز برای این کشور به دست آورده است.[۲۶][۲۷]
- ایمان مهدوی کشتی‌گیر پناهنده در فهرست ورزشکاران پناهنده زیر نظر کمیته بین‌المللی المپیک برای شرکت در المپیک ۲۰۲۴ پاریس قرار گرفت.[۲۸][۲۹]
- سعید فضل اولی در سال ۱۳۹۴ به صورت رسمی از دولت آلمان درخواست پناهندگی کرد. او از طریق مرز ترکیه و مسیر بالقان خود را به آلمان و به شهر کارلسروهه رسانده بود. او انتخاب شد تا در زیر پرچم کمیته بین‌المللی المپیک و با تیم «پناه‌جویان» در المپیک توکیو شرکت کرد.[۳۰]
- محبوبه بربری عضو سابق تیم ملی جودو ایران از سال ۲۰۱۸ در آلمان زندگی می‌کند.[۳۱]
- زینب‌کبری موسوی عضو تیم ملی یخ‌نوردی و نایب قهرمان جهان بود که به سوئیس پناهنده شد.[۳۲]
- مرجان کلهر نخستین زن المپیکی اسکی در خرداد ۱۴۰۲ به همراه همسرش پوریا ساوه شمشکی، کاپیتان پیشین «اسکی آلپاین» به فرانسه مهاجرت کردند.[۳۳][۳۴]
- فاطمه روحانی تکواندوکار با سابقه تیم ملی در خرداد ۱۴۰۲ به دلیل «موضوعات سیاسی» از جمله مطالبی انتقادی در شبکه‌های اجتماعی که در طول خیزش سراسری ۱۴۰۱ می‌نوشت، از ایران خارج شد و به آلمان پناهنده شد.[۳۳][۳۴]
- پوریا ساوه شمشکی کاپیتان پیشین اسکی آلپاین در خرداد ۱۴۰۲ به همراه همسرش مرجان کلهر به فرانسه مهاجرت کرد.[۳۳][۳۴]
- پوریا جلالی‌پور در خرداد ۱۳۹۸ در جریان رقابت‌های جهانی تیروکمان، اردو را ترک کرده و به هلند پناهنده شد.[۳۵]
- رضا روحی قهرمان فوق سنگین وزنه‌برداری ۱‍۳۹۸، در سال ۱۴۰۱ به انگلیس مهاجرت کرد.[۳۶][۳۷]

## دیپلمات‌ها
- علی اصغر مودت کنسول ایران در اسلو که به کشور نروژ پناهنده شد.[۳۸]
- عطاالله مهاجرانی وزیر اسبق فرهنگ و ارشاد دولت خاتمی